# Hartford Wolf Pack
Gli Hartford Wolf Pack sono una squadra di hockey su ghiaccio dell'American Hockey League con sede nella città di Hartford, in Connecticut. Sono affiliati ai New York Rangers, squadra della National Hockey League, e disputano i loro incontri casalinghi presso l'XL Center.
La squadra fu fondata nel 1926 con il nome di Providence Reds, e dopo una lunga serie di trasferimenti nel 1997 giunse ad Hartford, dove prese il nome di Hartford Wolf Pack. Fra il 2010 ed il 2013 la squadra cambiò il proprio nome in Connecticut Whale in ricordo degli Hartford Whalers, franchigia della National Hockey League che lasciò la città nel 1997.

## Storia
Nel 1997 gli Hartford Whalers si trasferirono nel 1997 in Carolina del Nord dove diventarono i Carolina Hurricanes. Nella stagione successiva la squadra affiliata in AHL dei New York Rangers dei Binghamton Rangers fu trasferita ad Hartford presso lo stesso impianto usato dai Whalers, l'Hartford Civic Center (oggi noto come XL Center).
In seguito ad un'iniziativa popolare volta a dare un nuovo nome alla franchigia, la squadra assunse la denominazione di Hartford Wolf Pack, riferimento alla tattica navale nota come "branco di lupi". Il Connecticut era sede sia della principale azienda costruttrice di sottomarini, la General Dynamics Electric Boat, sia della sede primaria dei sommergibili della US Navy di New London, onorando così la tradizione navale dello Stato. Fra i nomi proposti per la squadra vi fu anche quello di "Seawolf", in omaggio alla Classe Seawolf, tuttavia esso era già stato scelto dai Mississippi Sea Wolves della ECHL. Seguendo il tema dei sommergibili altri nomi proposti erano quelli di "Sonar" e "Torpedo".
La prima partita della storia dei Wolf Pack fu un successo per 2-0 contro gli Springfield Falcons. La squadra raggiunse i playoff per le prime dodici stagioni dalla sua creazione, e fu capace nel 2000 di conquistare la Calder Cup superando nelle finali i Rochester Americans. L'unica stagione nella quale non si qualificarono ai playoff fu quella 2009-2010.

### Connecticut Whale

Il logo dei Connecticut Whale.

I Connecticut Whale prendono il proprio nome dall'altra formazione professionistica con sede la città di Hartford, gli Hartford Whalers, i quali si trasferirono nel 1997 in Carolina del Nord dove diventarono i Carolina Hurricanes.
Nell'estate del 2010 la squadra fu acquisita da Howard Baldwin, già proprietario degli Hartford Whalers. La modifica fu ufficializzata il 26 novembre 2010, giorno dell'ultima partita giocata dai "Wolf Pack". Il giorno dopo la squadra affrontò nel suo primo incontro da "Whale" i rivali statali dei Bridgeport Sound Tigers. Allo shootout i Whale si imposero per 3-2. La presenza di pubblico per quella partita fu pari a 13.089 spettatori. Rispetto ai Wolf Pack, più vicini alle divise adottate dai Rangers, i Connecticut Whale adottarono sulle proprie maglie i colori già scelti dai Whalers fra gli anni settanta e ottanta, il blu, il bianco ed il verde.
I Whale ospitarono l'AHL Outdoor Classic 2011 presso il Rentschler Field di East Hartford. I Whale persero per 5-4 ai rigori con i Providence Bruins. Nell'aprile del 2013 la dirigenza scelse di ritornare alla denominazione "Wolf Pack" a partire dalla stagione successiva.

### Affiliazioni
Nel corso della loro storia gli Hartford Wolf Pack e i Connecticut Whale sono stati affiliati alle seguenti franchigie della National Hockey League:
- New York Rangers: (1997-)

## Record stagione per stagione
| Stagione           | Division    | Gare | V  | S  | P  | OTL | SOL | Punti | GF  | GS  | Piazzamento | Play-off |
| ------------------ | ----------- | ---- | -- | -- | -- | --- | --- | ----- | --- | --- | ----------- | --- |
| Hartford Wolf Pack |             |      |    |    |    |     |     |       |     |     |             | |
| 1997-98            | New England | 80   | 43 | 24 | 12 | 1   | -   | 99    | 272 | 227 | 2°          | vince 1º turno (New Haven) 3-0 vince 2º turno (Worcester) 4-3 perde semifinali (Saint John) 1-4                                    |
| 1998-99            | New England | 80   | 38 | 31 | 5  | 6   | -   | 87    | 256 | 256 | 2°          | vince 1º turno (Springfield) 3-0 perde 2º turno (Providence) 0-4                                                                   |
| 1999-2000          | New England | 80   | 49 | 22 | 7  | 2   | -   | 107   | 249 | 198 | 1°          | vince 1º turno (Springfield) 3-2 vince 2º turno (Worcester) 4-1 vince semifinali (Providence) 4-3 vince Calder Cup (Rochester) 4-2 |
| 2000-01            | New England | 80   | 40 | 26 | 8  | 6   | -   | 94    | 264 | 247 | 2°          | perde 1º turno (Providence) 2-3 |
| 2001-02            | East        | 80   | 41 | 26 | 10 | 3   | -   | 95    | 249 | 243 | 2°          | vince 1º turno (Manchester) 3-2 perde 2º turno (Hamilton) 1-4                                                                      |
| 2002-03            | East        | 80   | 33 | 27 | 12 | 8   | -   | 86    | 255 | 236 | 3°          | perde preliminari (Springfield) 0-2                                                                                                |
| 2003-04            | Atlantic    | 80   | 44 | 22 | 12 | 2   | -   | 102   | 198 | 153 | 1°          | vince 1º turno (Portland) 4-1 vince 2º turno (Worcester) 4-0 perde semifinali (Wilkes-Barre) 3-4                                   |
| 2004-05            | Atlantic    | 80   | 50 | 24 | -  | 3   | 3   | 106   | 206 | 160 | 2°          | perde 1º turno (Lowell) 2-4 |
| 2005-06            | Atlantic    | 80   | 48 | 24 | -  | 6   | 2   | 104   | 292 | 231 | 2°          | vince 1º turno (Manchester) 4-3 perde 2º turno (Portland) 2-4                                                                      |
| 2006-07            | Atlantic    | 80   | 47 | 29 | -  | 3   | 1   | 98    | 231 | 201 | 2°          | perde 1º turno (Providence) 3-4 |
| 2007-08            | Atlantic    | 80   | 50 | 20 | -  | 2   | 8   | 110   | 266 | 198 | 2°          | perde 1º turno (Portland) 1-4 |
| 2008-09            | Atlantic    | 80   | 46 | 27 | -  | 3   | 4   | 99    | 243 | 216 | 1°          | perde 1º turno (Worcester) 2-4 |
| 2009-10            | Atlantic    | 80   | 36 | 33 | -  | 6   | 5   | 83    | 231 | 251 | 6°          | |
| Connecticut Whale  |             |      |    |    |    |     |     |       |     |     |             | |
| 2010-11            | Atlantic    | 80   | 40 | 32 | -  | 2   | 6   | 88    | 221 | 223 | 3°          | perde 1º turno (Portland) 2-4 |
| 2011-12            | Northeast   | 76   | 36 | 26 | -  | 7   | 7   | 86    | 210 | 208 | 2°          | vince 1º turno (Bridgeport) 3-0 perde 2º turno (Norfolk) 2-4                                                                       |
| 2012-13            | Northeast   | 76   | 35 | 32 | -  | 6   | 3   | 79    | 213 | 222 | 2°          | |
| Hartford Wolf Pack |             |      |    |    |    |     |     |       |     |     |             | |
| 2013-14            | Northeast   | 76   | 37 | 32 | -  | 1   | 6   | 81    | 202 | 220 | 3°          | |
| 2014-15            | Northeast   | 76   | 43 | 24 | -  | 5   | 4   | 95    | 221 | 214 | 1°          | vince 1º turno (Providence) 3-2 vince 2º turno (Hershey) 4-2 perde semifinali (Manchester) 0-4                                     |
| 2015-16            | Atlantic    | 76   | 41 | 32 | -  | 3   | 0   | 85    | 202 | 199 | 5°          | |

## Divise storiche
| Divisa casalinga dei Wolf Pack | Divisa da trasferta | Divisa casalinga dei Whale | Divisa da trasferta |

## Giocatori

### Numeri ritirati
| Numeri ritirati dagli Hartford Wolf Pack |               |       |           |                |
| N°                                       | Giocatore     | Ruolo | Anni      | Anno di ritiro |
| 12                                       | Ken Gernander | AD    | 1997-2005 | 2005           |

## Record della franchigia

### Singola stagione
Gol: 34  Brad Smyth (2000-01)
Assist: 69  Derek Armstrong (2000-01)
Punti: 101  Derek Armstrong (2000-01)
Minuti di penalità: 431  Dale Purinton (1999-2000)
Vittorie: 34  Jason LaBarbera (2003-04)
Shutout: 13  Jason LaBarbera (2003-04)
Media gol subiti: 1.54  Jason LaBarbera (2003-04)
Parate %: .936  Jason LaBarbera (2003-04)

### Carriera
Gol: 184  Brad Smyth
Assist: 204  Derek Armstrong
Punti: 365  Brad Smyth
Minuti di penalità: 1077  Dale Purinton
Vittorie: 91  Jason LaBarbera
Shutout: 21  Jason LaBarbera
Partite giocate: 599  Ken Gernander

## Palmarès

### Premi di squadra
- Calder Cup: 1

1999-2000
- Macgregor Kilpatrick Trophy: 1

1999-2000
- Emile Francis Trophy: 2

2003-2004, 2008-2009
- Frank Mathers Trophy: 1

2003-2004
- Richard F. Canning Trophy: 1

1999-2000
- F. G. "Teddy" Oke Trophy: 2

1999-2000, 2014-2015

### Premi individuali
- Aldege "Baz" Bastien Memorial Award: 1

Jason LaBarbera: 2003-2004
- Eddie Shore Award: 1

Andrew Hutchinson: 2007-2008
- Fred T. Hunt Memorial Award: 1

Ken Gernander: 2003-2004
- Harry "Hap" Holmes Memorial Award: 2

Milan Hnilička e Jean-François Labbé: 1999-2000
Jason LaBarbera e Steve Valiquette: 2004-2005
- Jack A. Butterfield Trophy: 1

Derek Armstrong: 1999-2000
- John B. Sollenberger Trophy: 1

Derek Armstrong: 2000-2001
- Les Cunningham Award: 2

Derek Armstrong: 2000-2001
Jason LaBarbera: 2003-2004
- Yanick Dupré Memorial Award: 1

Brent Thompson: 1998-1999